# Herman Brady
Herman Brady Roche (1919-Santiago, 16 de mayo de 2011) fue un militar chileno, que alcanzó el grado de teniente general en el Ejército de Chile. Fue ministro de Defensa Nacional de su país, durante los primeros años de la dictadura militar del general Augusto Pinochet.

## Biografía
Nació en 1919, hijo de Carlos Brady y Margarita Roche. Estuvo casado con Clara Ruby Smith Charpentier, con quien tuvo una hija, Cecilia. Se casó en segundas nupcias en 1964 con Berta Inés Macchiavello Vásquez, teniendo un hijo, Herman Paul.
Entre sus puestos más importantes a lo largo de su trayectoria militar destaca el de director de la Academia de Guerra del Ejército de Chile, cargo en el que fue nombrado por el presidente Salvador Allende en 1972.

### Participación en la dictadura militar
Durante el golpe de Estado del 11 de septiembre de 1973 —liderado por el general Augusto Pinochet— contra Allende, siendo comandante de la II División del Ejército y de la Guarnición de Santiago, además de juez militar de Santiago, ordenó el traslado de las personas apresadas en el Palacio de La Moneda, entre ellas miembros del Grupo de Amigos Personales (GAP) encargados de la seguridad de Allende.
El 7 de marzo de 1975, fue nombrado 
por Pinochet como titular del Ministerio de Defensa Nacional, reemplazando el general Oscar Bonilla, fallecido en un accidente aéreo cuatro días antes. Tal era su cercanía con Pinochet, que era el único que lo tuteaba.
Cesó en el puesto gubernamental el 14 de abril de 1978, y el 8 de junio del mismo año, fue nombrado primer presidente de la Comisión Nacional de Energía (CNE), así como también se le confirió el grado de teniente general.
Se acogió a retiro de la institución castrense al año siguiente, manteniéndose en el cargo hasta el fin del régimen el 11 de marzo de 1990.

### Juicios
En 2001, fue entregada una orden de búsqueda y captura internacional en su contra, a pedido del juez español Baltazar Garzón, en el marco de las investigaciones del crimen del diplomático Carmelo Soria. La Audiencia Nacional de España dejó sin efecto la medida.
En 2004 fue procesado por la desaparición de 12 asesores y funcionarios del gobierno de la Unidad Popular. La Corte de Apelaciones de Santiago rechazó sobreseer por demencia esta causa.

### Últimos años
En 2003 fue uno de los ocho altos oficiales (retirados) de confianza de Pinochet que firmó la declaración en la que se condenaba la "existencia de problemas en materias de derechos humanos".
Falleció el 16 de mayo de 2011 en el Hospital Militar de Santiago, a los 92 años de edad, luego de permanecer dos años en estado vegetativo en este centro asistencial. Sus restos fueron velados en la Catedral Castrense y sepultados en el Cementerio General, ambos de Santiago.